# Сибай (песня)
«Сибай» — башкирская лирическая народная песня узун-кюй.

## История

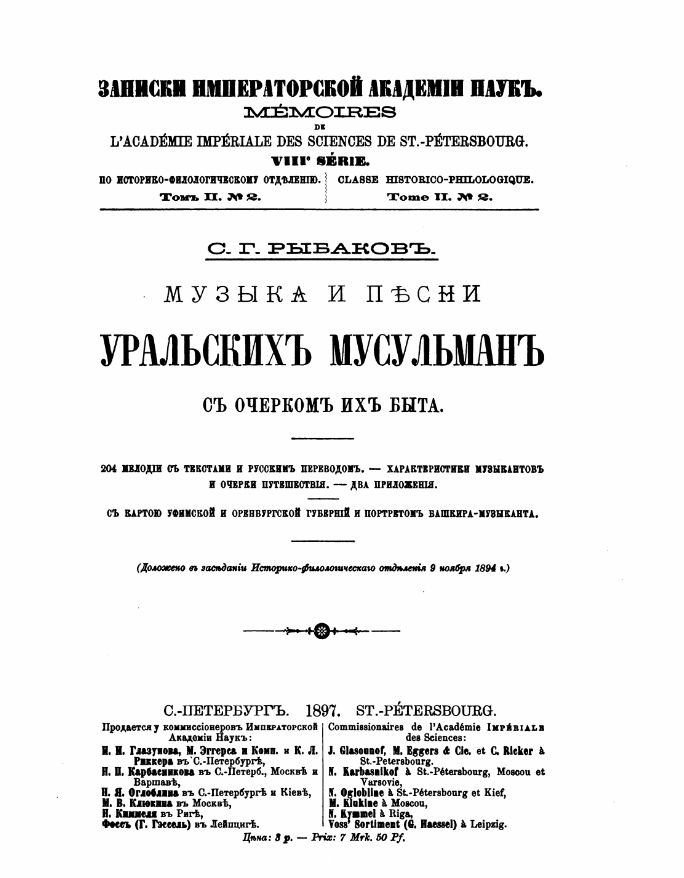
Книга С. Г. Рыбакова

Песня «Сибай» издавна пользовалась большой любовью у башкир. С. Г. Рыбаков из всех песен о кантонных начальниках записал только её и включил в свою книгу «Музыка и песни уральских мусульман».
Изучением истории песни «Сибай» занимались ученые А. И. Харисов, С.Галин, А.Камалов. А. И. Харисов предполагал, что песню «Сибай» создал во второй половине 19 века отвергнутый от начальствующего положения военный человек, который хотел, чтобы все старые привилегии вернулись обратно.
Песня о любви к родине, тоске на чужбине.
Напев песни «Сибай» представляет собой башкирскую одноголосую сольную культуру, в изобилии пользующуюся разнообразными приёмами импровизации и включающую свободный речитатив. Песня стала классикой в музыкальной культуре башкир.
В селе Старый Сибай Баймакского района РБ почитают память начальника шестого Башкирского казачьего войска, сэсэна, импровизатора, автора песни «Сибай» Шагиахмета Утарбаевича Сибаева, известного как Сибай-кантон.
На одной из стен дома сэсэна, где в настоящее время проживают его потомки, установлена мемориальная доска. Именем Шагиахмета Сибаева названы улицы в посёлке Аркаим г. Сибай, в селе Старый Сибай и деревне Рахметово Абзелиловского района РБ.На территории Сибайского института (СИБГУ) установлен бюст сэсэну. Пригорок, где Шагиахмет Сибаев прощался с родными, друзьями, односельчанами и впервые спел первые куплеты своей песни «Сибай» (в 1858 году) с тех пор получила название «Сибай билэне». В честь 195 летия со дня рождения поэта родные сэсэна там установили монумент, который является памятником песне «Сибай» и его автору.

## Исполнители
Г. Альмухаметов, М. Хисматуллин, Х. Галимов, Р. Янбеков, А. Султанов, С. Абдуллин, А. Аиткулов, И. Ильбаков и др.